# Plante subacvatice
Plante subacvatice este un film românesc din 1965 regizat de Dona Barta.